# Саут-Мимс
Саут-Мимс (англ. South Mimms) — деревня и община в районе Хартсмир графства Хартфордшир на востоке Англии. Небольшое поселение, расположенное недалеко от пересечения автомагистралей M25 и A1, и, возможно, более известное благодаря одноимённой станции обслуживания на этом пересечении.

## История

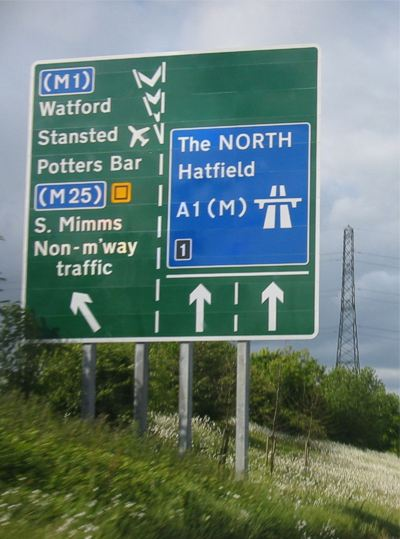
Указатель на магистрали A1 (M) у Саут-Мимс

Изначально, Поттерс-Бар был небольшим поселением в общине Саут-Мимс. Однако, затем там появилась железнодорожная станция, и в итоге поселение превратилось в город. И Поттерс-Бар, и Саут-Мимс были частью графства Мидлсекс до создания Большого Лондона и упразднения графства в 1965 году. Саут-Мимс был самой северной деревней Мидлсекса.
Община Саут-Мимс была разделена в 1894 году после принятия Закона о местном самоуправлении, крайняя южная часть отошла, образуя общину Саут-Мимс-Урбан в городском округе Барнет и была отдана Хартфордширу. Эта территория в настоящее время является частью лондонского боро Барнет . Остальная часть общины стала сельским округом Саут-Мимс, позже переименованным в городской округ Поттерс-Бар.
Дансэрс-Хилл в Саут-Мимс было местоположением лагеря для военнопленных во время Второй мировой войны, Лагерь 33 (англ. Camp 33), состоявшего из двух комплексов, каждый из которых предоставлял палаточное размещение для заключенных.
Ричмонд Теккерей, отец Уильяма Мейкписа Теккерея, родился в общине Саут-Миммс и крестился в церкви в 1781 году.